# Laila Kinnunen

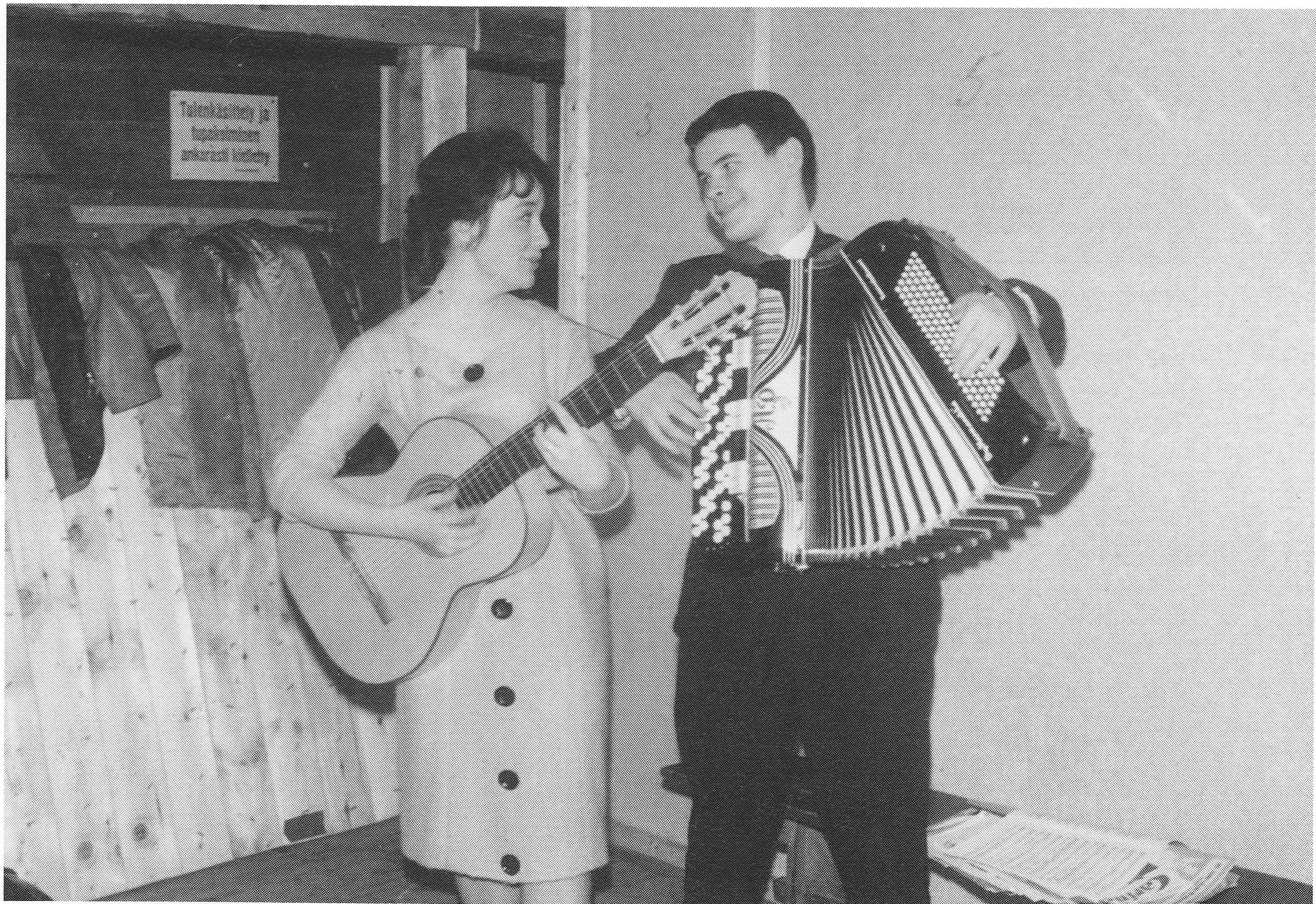
Laila Kinnunen och Alpo Pohja

Laura Annikki (Laila) Kinnunen, gift Mišić, född 8 november 1939 i Helsinge kommun, död 26 oktober 2000 i Heinävesi, var en finländsk schlagersångerska som hade sin storhetstid under 1950- och 1960-talet.

## Biografi
Laila Kinnunen tillbringade sin barndom som krigsbarn i Sverige och återvände till Finland som 10-åring. Hon vann en sångtävling i Helsingfors 1955 och blev solosångerska i Lasse Pihlajamaas orkester 1956. Senare sjöng Kinnunen även bland annat i Olli Hämes och Erkki Melakoskis orkestrar. Den första inspelningen Lazzarella från år 1957 blev genast en succé. Andra framgångsrika inspelningar från 1950-talet omfattar bland annat finska versioner av låtarna Everybody loves a lover, Fever, Marina, Jazzbacillen och Petite fleur.
När Finland debuterade i Eurovision Song Contest år 1961 i Cannes i Frankrike sjöng Kinnunen Finlands bidrag. Melodin Valoa ikkunassa (ljus i fönstret) kom på delad tionde plats. Därefter turnerade Kinnunen bland annat i Sverige, Västtyskland och Nederländerna. Kinnunen deltog också i Finlands uttagningar till Eurovision Song Contest åren 1962, 1966, 1967 och 1969.
På 1960-talet spelade Laila Kinnunen in sina mest innerliga och mångskiftande tolkningar av utomfinsk musik, bland annat inom genrerna bossa nova, jazz, folkmusik och musikal. De mest kända av dessa var de finskspråkiga versionerna av På Manchuriets kullar, Desafinado, One Note Samba, Garota de Ipanema och Du. Hon spelade även in några låtar med sin syster Ritva Kinnunen. 1980 gjorde Kinnunen en liten comeback med singeln Kohtalon lapsi / Toiset meistä. Skandalpressen ägnade under slutet av Kinnunens liv sin uppmärksamhet åt hennes alkoholproblem.
Laila Kinnunen var gift två gånger, med skådespelaren Ville-Veikko Salminen och med jugoslaviske musikern Mišo Mišić. Med den senare fick hon dottern Milana Mišić, som liksom modern är sångerska men även utbildad optiker. Laila Kinnunen är begravd på Malms begravningsplats i Helsingfors.

## Diskografi
- Laila (LP, Scandia 1965)

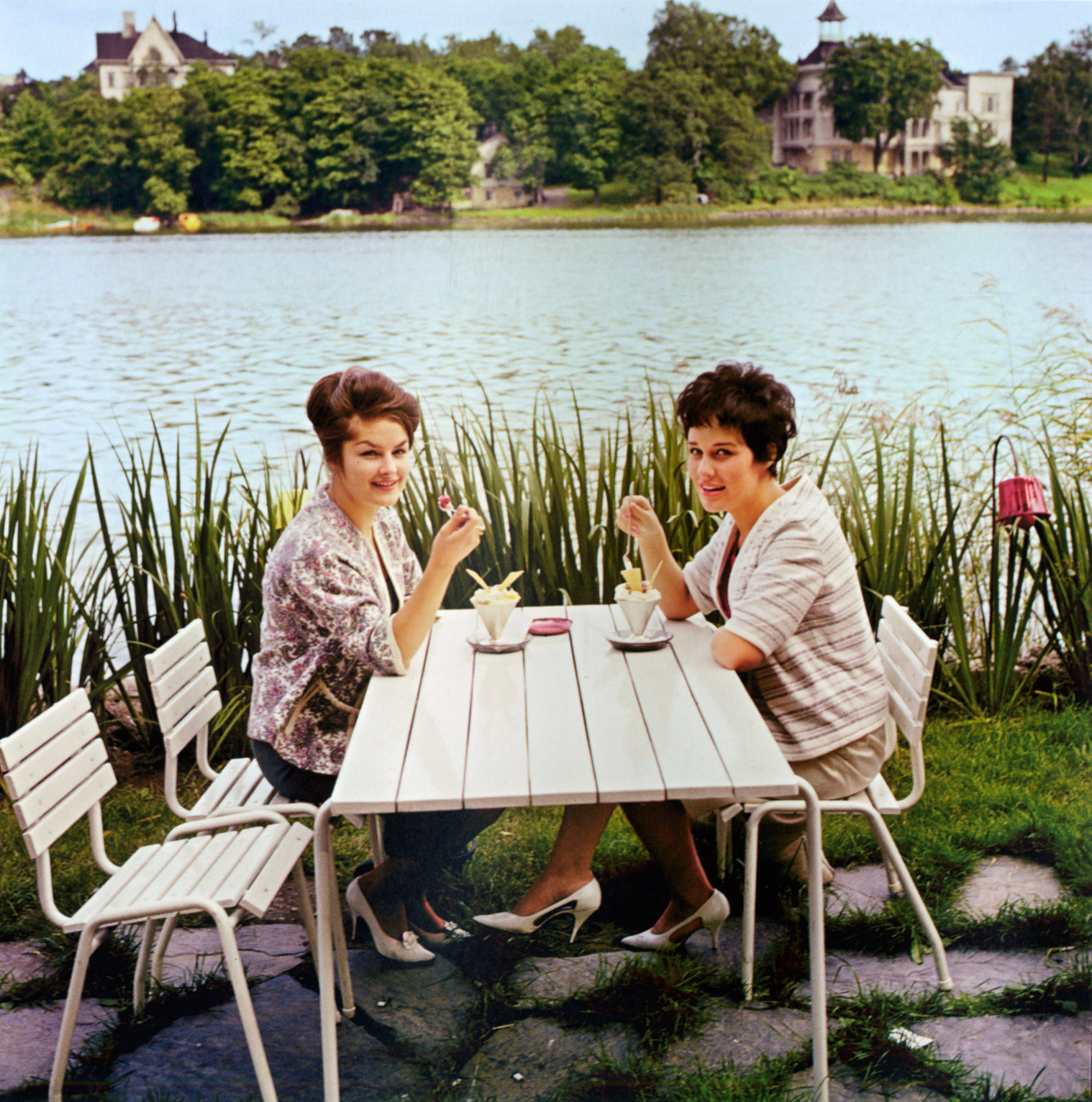
Laila Kinnunen och Maria Lessig i Helsingfors 1960.

- Iskelmiä vuosien varrelta (LP, Scandia 1974)
- Ajaton Laila Kinnunen (LP, Scandia 1974)
- Sävelkansio (LP, Helmi 1980)
- Valoa ikkunassa (2LP, Helmi 1986)
- 32 ikivihreää (2LP, Safir 1989)
- 24 ikivihreää (CD, Finnlevy 1989)
- Mandschurian kummut (CD, Basebeat 1989)
- Unohtumattomat (CD, Helmi 1992)
- Parhaat (3CD, Valitut Palat 1994)
- 20 suosikkia – Lazzarella (CD, F Records 1996)
- 20 suosikkia – Valoa ikkunassa (CD, F Records 1996)
- 20 suosikkia – Mandshurian kummut (CD, F Records 1997)
- 20 suosikkia – Idän ja lännen tiet (CD, F Records 1997)
- Muistojen laila (CD, F Records 1999)
- Kaikki kauneimmat (CD, F Records 2000)
- Muistojen kyyneleet - 20 ennen julkaisematonta laulua (CD, Mediamusiikki 2001)
- Kadonneet helmet: 20 ennenjulkaisematonta laulua (CD, Mediamusiikki 2002)
- Kadonneet helmet 2: 20 ennenjulkaisematonta laulua (CD, Mediamusiikki 2004)
- 30 suosikkia (CD, Warner Music 2007)
- Suuret Suomalaiset – 80 klassikkoa (4 CD, Warner Music Finland Oy 2016)